# Вознесенская церковь (Касли)
Вознесе́нская це́рковь — православный храм в центре города Касли Челябинской области. Принадлежит Челябинской епархии Русской Православной Церкви. Объект культурного наследия России регионального значения.

## История
Храм по проекту Эрнста Христиана Сарториуса в Каслях был заложен 29 июня 1843 года. Строительство велось на добровольные пожертвования жителей заводского посёлка и ежемесячные отчисления работников Каслинского железоделательного завода.
В 1852 году состоялось освящение южного придела во имя пророка Илии, в 1855 году — северного придела во имя священномученика Харлампия и главного в честь Вознесения Господня. Поскольку объёмный храм в зимнее время не отапливался, в 1858—1861 годах с северной стороны была построена относительно небольшая Никольская церковь («зимний храм»), составившая единый архитектурный ансамбль с Вознесенской.
В 1909 году во время визита в Касли С. М. Прокудин-Горский сделал несколько цветных снимков посёлка с колокольни Успенской церкви (утрачена). На одной из фотографий запечатлён ансамбль Вознесенской церкви.
В марте 1930 года храм был закрыт и разграблен, иконостасы разрушены, колокола и кресты демонтированы. Здание было отдано под зернохранилище. Храм вновь освятили и вернули верующим только в 1943 году.
Решением исполнительного комитета Челябинского областного Совета депутатов трудящихся № 154 от 30 марта 1971 года Вознесенская церковь была взята под охрану в качестве объекта культурного наследия регионального значения.

## Архитектура
Будучи крупнейшим храмом Челябинской епархии, Вознесенская церковь является архитектурной доминантой города. Здание расположено на возвышенности в центре города, представляет собой крестово-купольную церковь с пятью шлемовидными куполами, выстроенную в русско-византийском стиле. Диаметр главного купола составляет 11 метров, высота колокольни с крестом — 56 метров. В оформлении храма использовано каслинское чугунное литьё. Полы паперти, притвора и средней части храма выложены узорчатыми плитами.

## Галерея

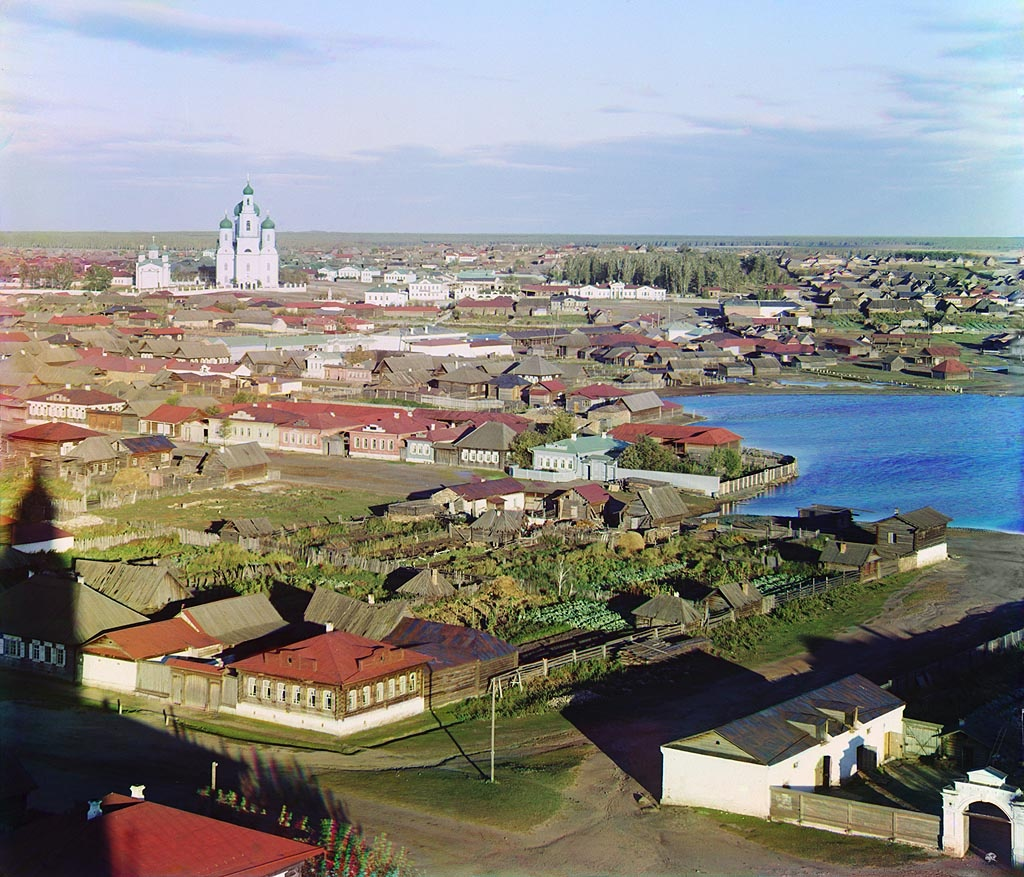
Храм (на дальнем плане) на фото С. М. Прокудина-Горского, 1909
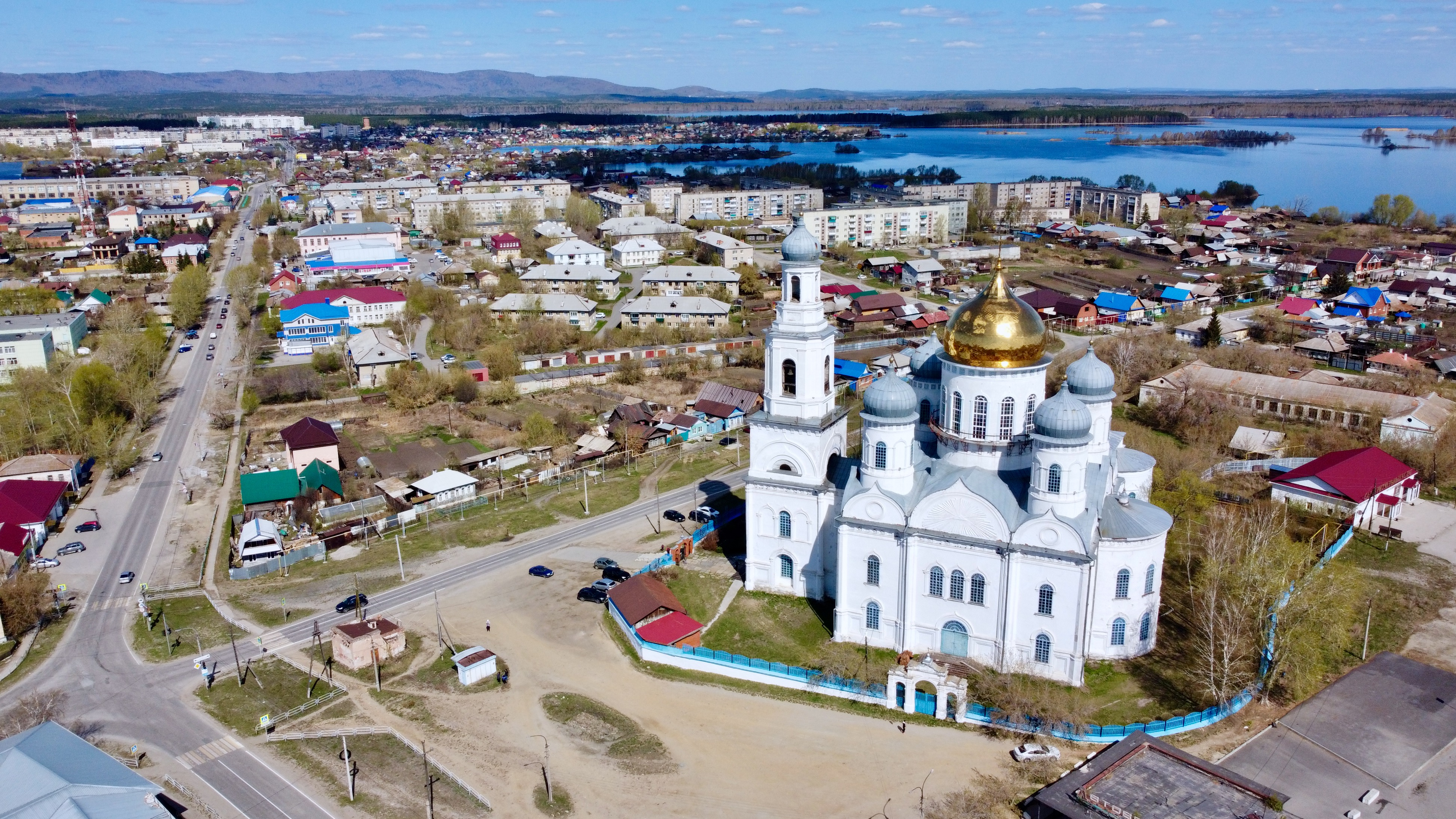
Вид с высоты
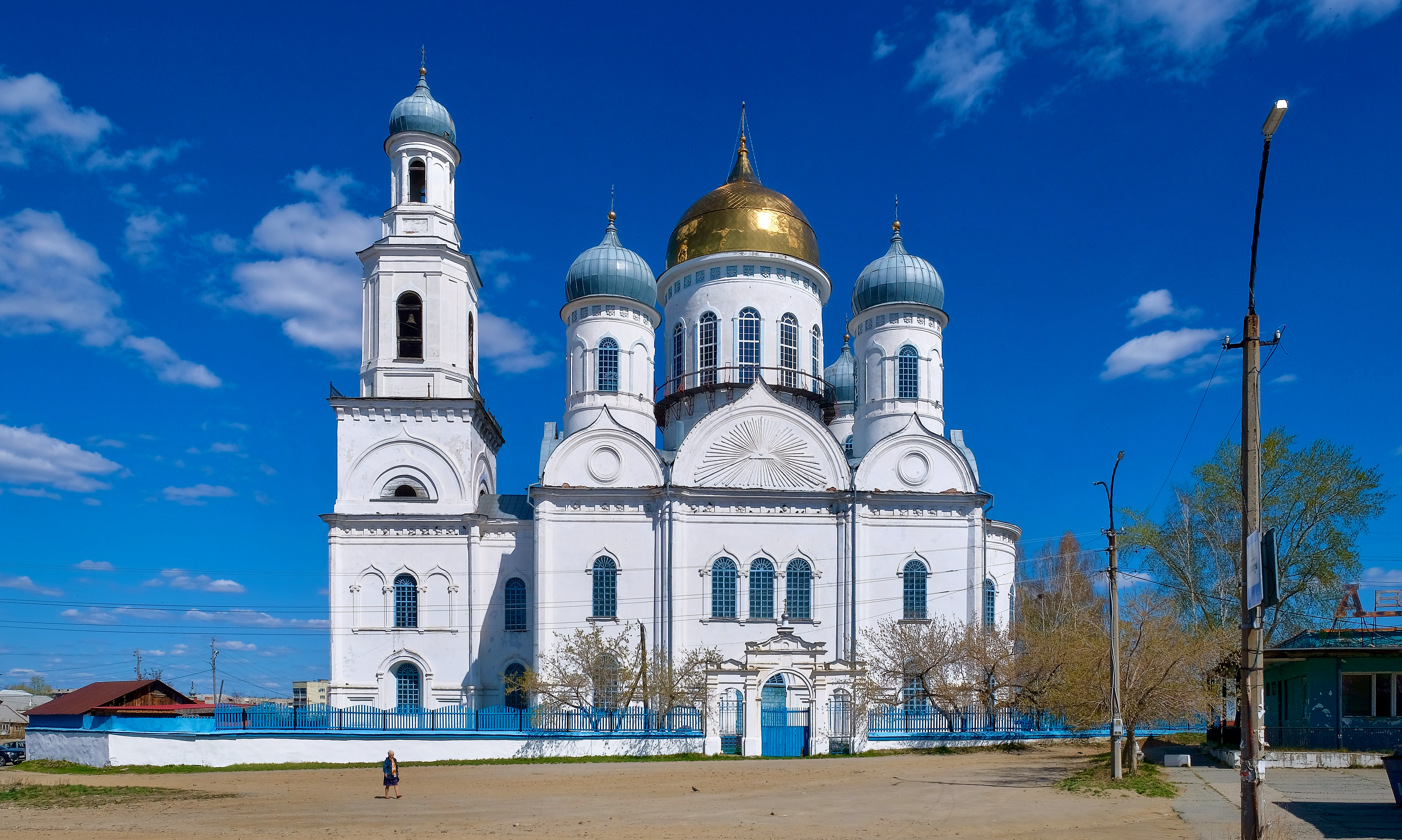
Вид с улицы Ленина
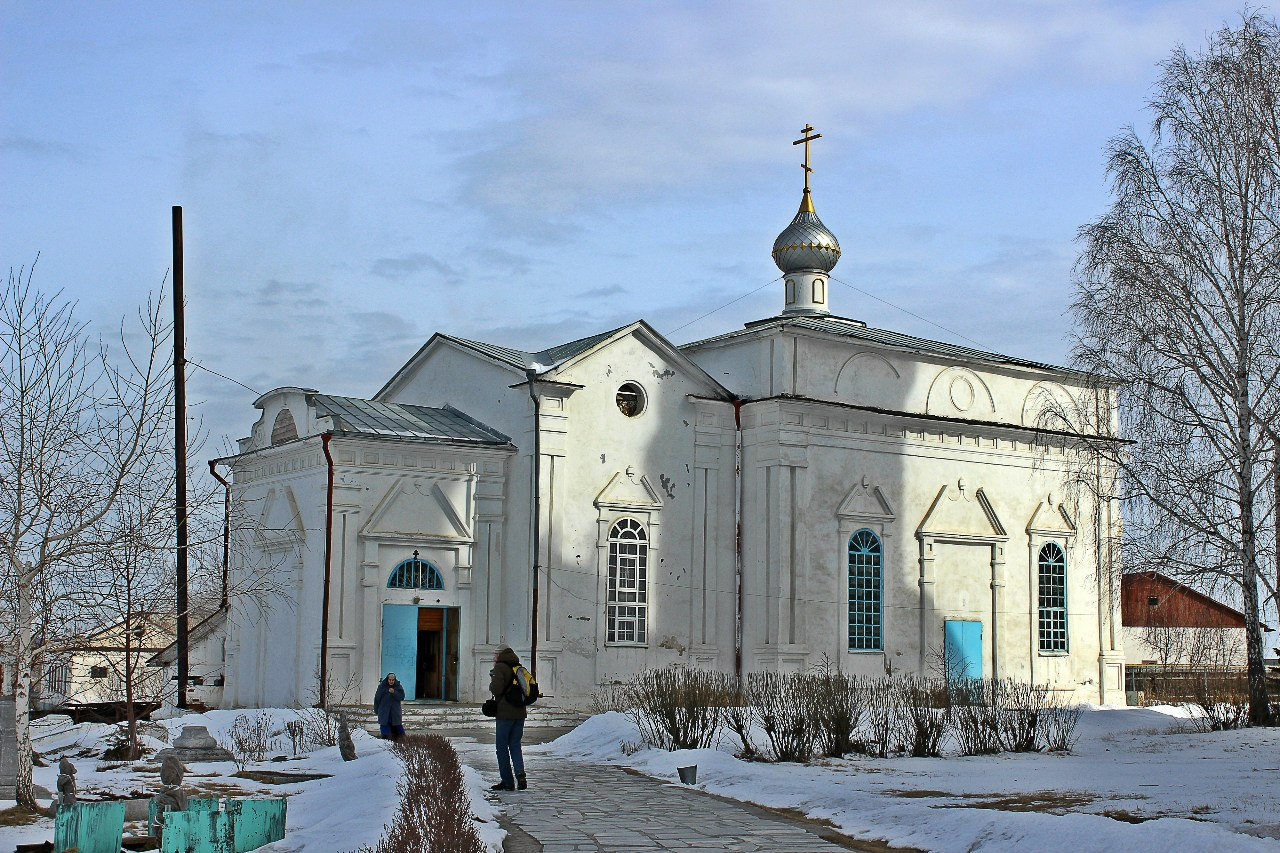
Никольская церковь (зимний храм)
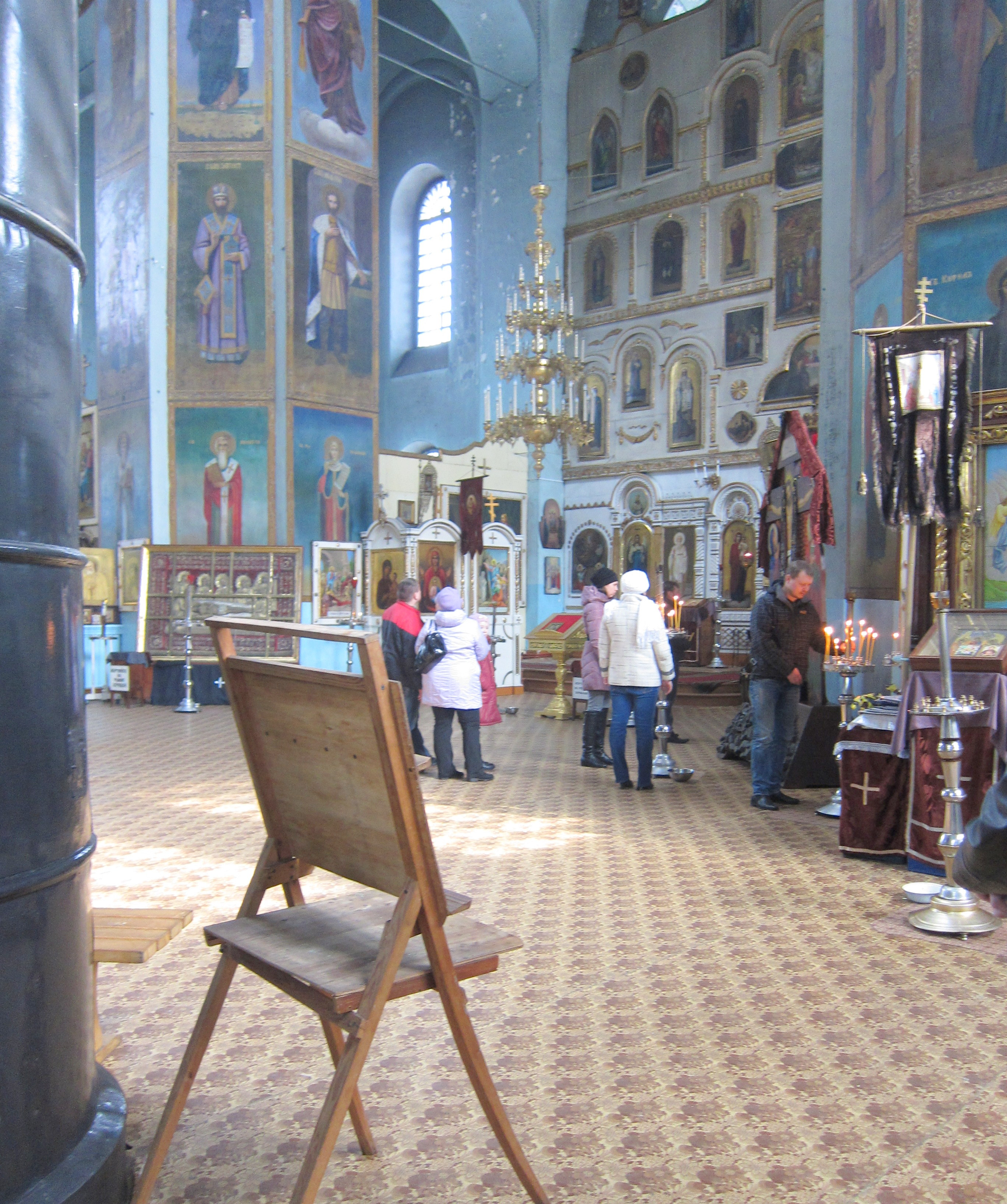
Внутреннее убранство
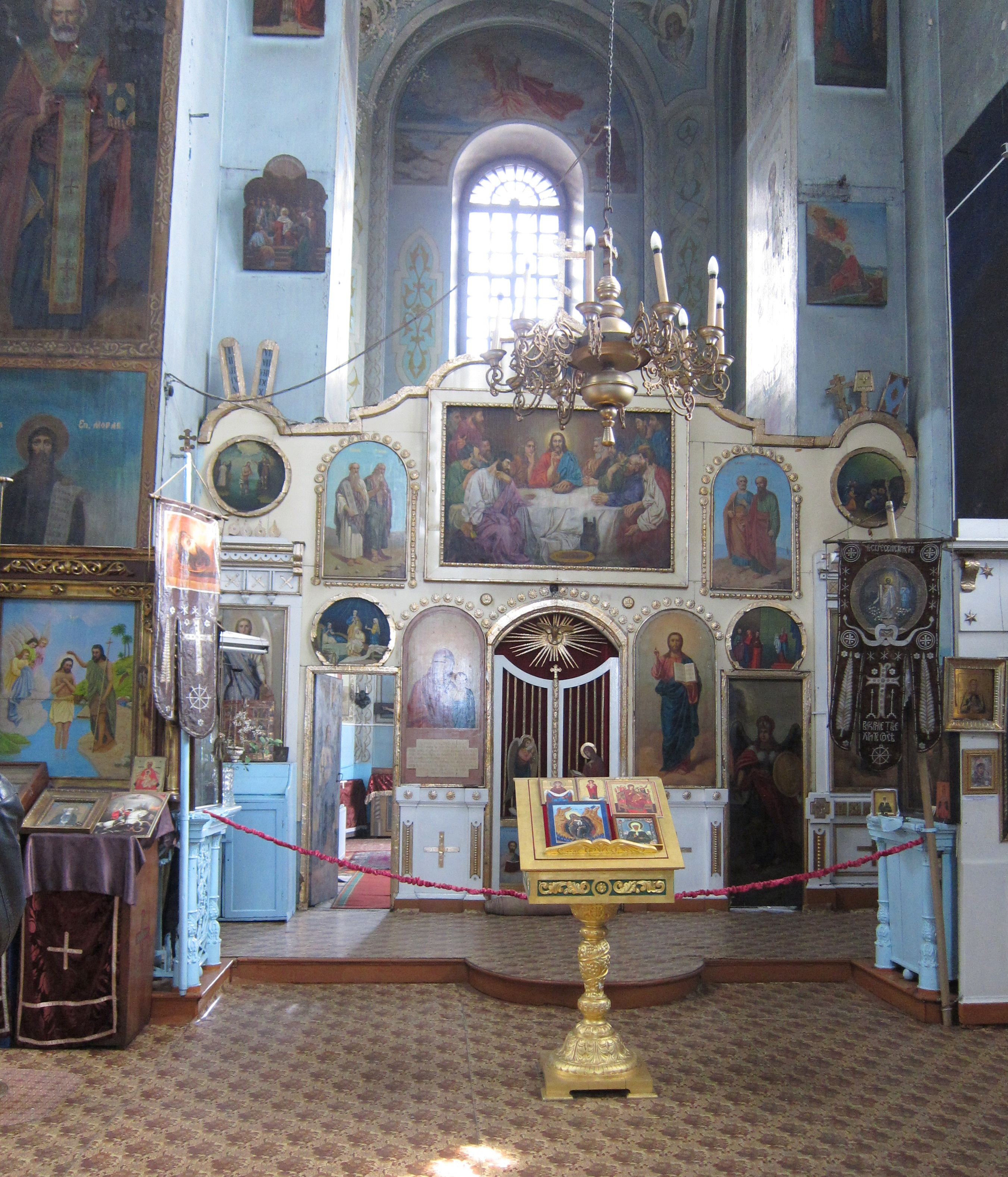
Алтарь
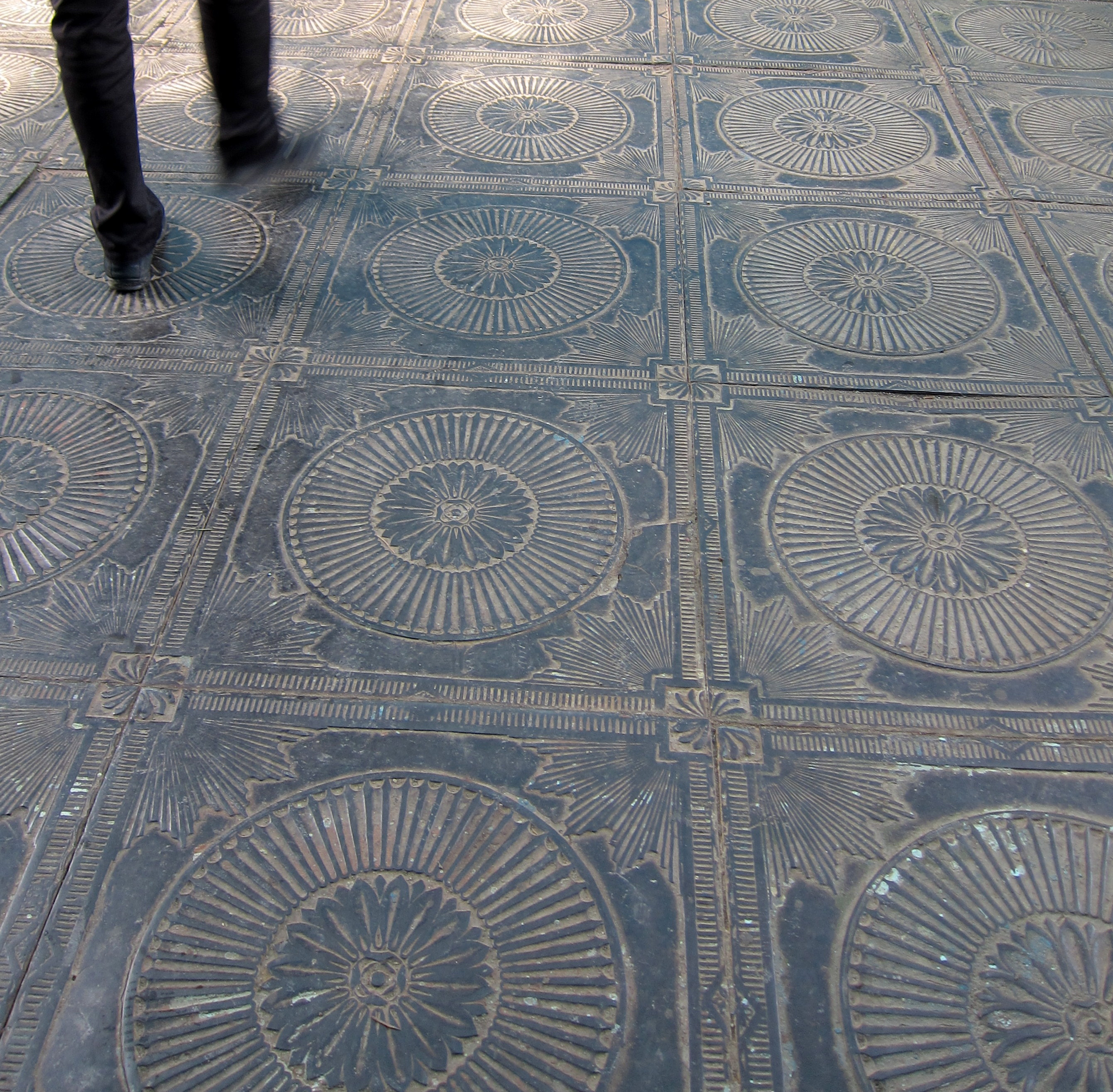
Напольные чугунные плиты